# Erina (poetisa grega)
Erina (Gr: Erinna), poetisa grega do Século IV a.C.

## Biografia
Há dúvidas sobre a cidade-natal de Erina, sendo Telos, geralmente, a preferida, por conta da poetisa ter escrito em um dialeto dórico carregado de eolicismos.
Em 1928, descobriu-se um papiro do Século I a.C., contendo fragmentos de "A Roca", um poema que, segundo a Suda,  teria, originalmente, 300 hexâmetros. O poema é um sentido lamento da autora pela morte de sua amiga, Báucis (falecida logo após se casar), contendo enternecedoras lembranças de cenas compartilhadas na infância: jogos de bola, trabalhos na roca de fiar lã e outras recordações estilhaçadas pela dor.
Sua poesia era intensa e marcada pela profunda dor pessoal, sendo tecida com extrema habilidade, razão pela qual foi referida, de modo elogioso, por Asclepíades de Bitínia.
Da obra de Erina (que era amiga de Safo) restaram apenas fragmentos.